# 大陵增五
英仙座4，又名BD+53 439，HD 12303、SAO 22859、HR 590，是英仙座的一颗恒星，视星等为5.04，位于銀經133.19，銀緯-6.97，其B1900.0坐标为赤經1h 55m 38.2s，赤緯+54° -6.97′ 15″。